# Nancy Andrews
Nancy C. Andrews (nascuda el 29 de novembre de 1958) és una biòloga i metgessa estatunidenca destacada per la seva investigació sobre l'homeòstasi del ferro. Andrews va ser anteriorment degana de l'Escola de Medicina de la Universitat Duke.

## Biografia
Andrews va créixer a Syracuse (Nova York). Va obtenir un màster en ciència a la Universitat Yale, va realitzar la seva investigació amb Joan A. Steitz en aquesta mateixa universitat, estudiant biofísica molecular i bioquímica, i va continuar el seu treball de postgrau amb David Baltimore, obtenint un doctorat a la Escola de Medicina de Harvard i a l'Institut de Tecnologia de Massachusetts (1985). Va completar el seu treball postdoctoral amb Stuart Orkin al Boston Children's Hospital.
Es va unir a la facultat de la Universitat Harvard el 1991, assumint una càtedra eln 2003, un lloc a l'Institut de Càncer Dana-Farber i un lloc com Degana de Ciències Bàsiques i Estudis de Postgrau a l'Escola de Medicina de Harvard. Al 2007, Andrews se'n va anar per ocupar el primer lloc com a degana de medicina a la Universitat Duke. En aquesta posició, ella era l'única dona que encapçalava una de les deu millors escoles de medicina dels Estats Units. Va estudiar els tractaments i els processos moleculars que regulen la malaltia del ferro, com l'anèmia ferropènica i l'hemocromatosi.
Andrews actualment exerceix com a Presidenta de la Junta de Directors de l'Acadèmia Americana de les Arts i les Ciències i és membre de la Junta de Directors del Fons Burroughs Wellcome.

## Vida personal
Està casada amb el seu company biòleg Bernard Mathey-Prevot, amb qui té dos fills, Camille i Nicolas. Ella és la besneta del jutge William Andrews Shankland de la Cort d'Apel·lacions de Nova York i de Maria Raymond Shipman Andrews, i també descendent directe de Charles Andrews i Frederic Dan Huntington.

## Articles significatius
- Hentze MW, Muckenthaler M and Andrews NC. Balancing acts: molecular control of mammalian iron metabolism. Cell 2004; 117:285-97.[5]
- Huang FW, Pinkus JL, Pinkus GS, Fleming MD and Andrews NC. Journal of Clinical Investigation 2005; 115:2187-91.[5]
- Lim J, Jin O, Bennett C, Morgan K, Wang F, Trenor CC 3rd, Fleming MD and Andrews NC. Nature Genetics 2005; 37:1270-3.[5]
- Babitt JL, Huang FW, Wrighting DM, Xia Y, Sidis Y, Samad TA, Campagna JA, Chung RT, Schneyer AL, Woolf CJ, Andrews NC, Lin HY. Bone morphogenetic protein signaling by hemojuvelin regulates hepcidin expression. Nature Genetics 2006; 38:531-9.[5]